# Ribatejada
Ribatejada è un comune spagnolo di 863 abitanti situato nella comunità autonoma di Madrid.